# Aufidus bicolor
Aufidus bicolor är en insektsart som först beskrevs av Jules Ferdinand Fallou 1890.  Aufidus bicolor ingår i släktet Aufidus och familjen spottstritar. Inga underarter finns listade i Catalogue of Life.